# Платформер

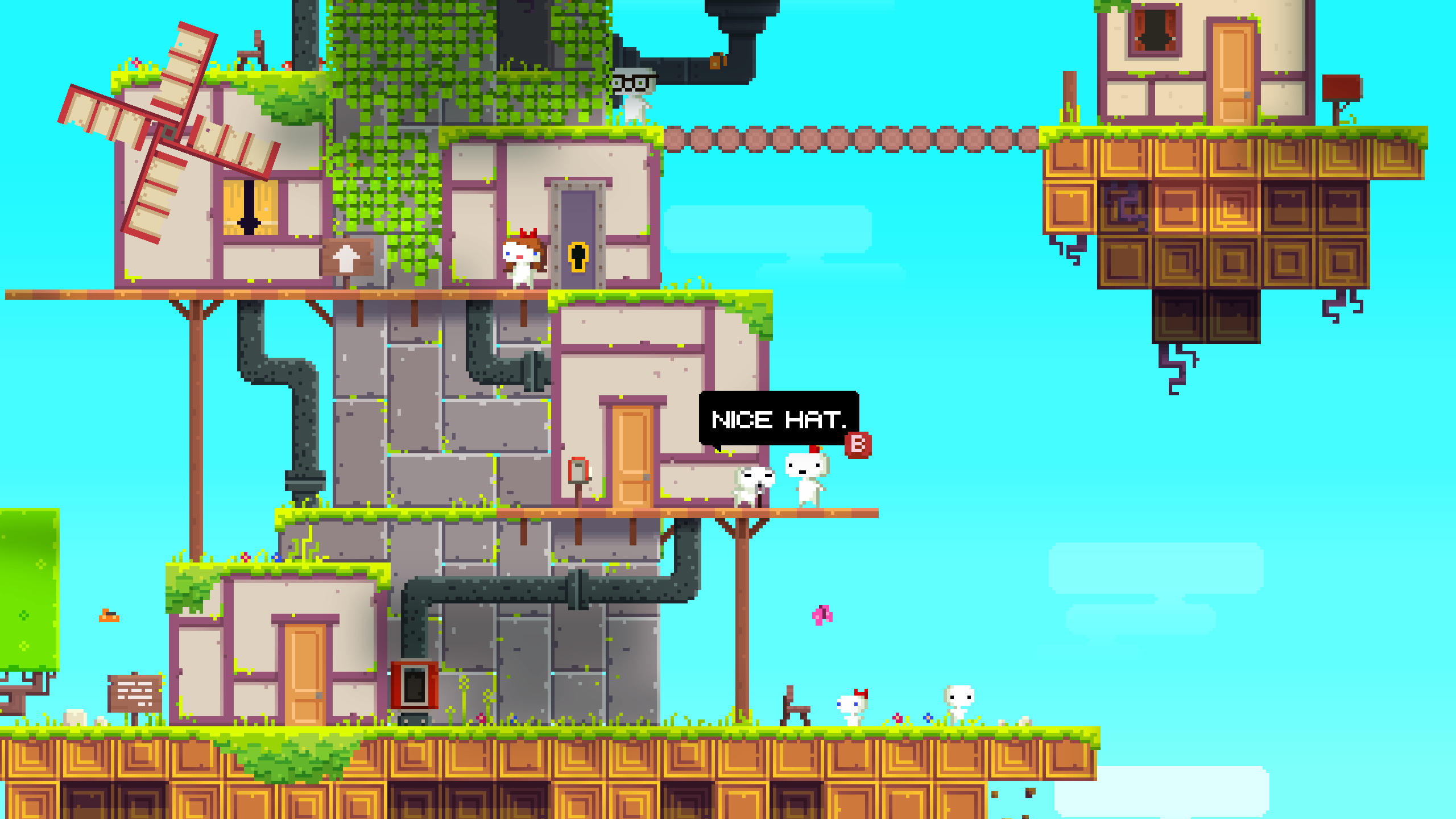
Приклад сучасного платформера — Fez

Платфо́рмер (англ. Platformer), також відомий як Платфо́рмна гра (англ. Platform game) — жанр відеоігор, ігровий процес якого проягає у стрибках персонажа по різноманітним платформам (звідси й назва) та через перешкоди, збиранні предметів, зазвичай необхідних для проходження рівня.

## Особливості

Геймплей Sonic the Hedgehog (1991)

В платформерах гравець керує персонажем, який рухається рухомими чи нерухомими платформами різної висоти. У традиційних двовимірних платформерах персонаж рухається зліва направо, деякі ігри дозволяють рухатися в будь-якому напрямку (зазвичай це загадки). Інколи рух можливий тільки вперед і не залежить від бажання гравця (автоскроллінг). Цей елемент рідко зустрічається у всій грі, найчастіше в окремих епізодах, де персонаж, наприклад, повинен тікати від небезпеки. Деякі предмети, звані пауер-апами (англ. power-up), наділяють керованого гравцем персонажа додатковими корисними характеристиками, які як правило вичерпується з часом (наприклад: силове поле, прискорення, збільшення висоти стрибків). Колекційні предмети, зброя і пауер-апи збираються зазвичай простим дотиком персонажа і для застосування не вимагають виконання спеціальних дій з боку гравця. Рідше предмети збираються в «інвентар» героя і застосовуються спеціальною командою (така поведінка більш характерна для аркадних головоломок).
Противники (звані «монстрами» незалежно від зовнішнього вигляду), як правило численні і різноманітні, володіють примітивним штучним інтелектом, керуючись яким намагаються максимально наблизитися до гравця, або не володіють ним зовсім, переміщаючись по круговій тректорії або здійснюючи повторювані дії. Зіткнення з противником забирає очки здоров'я у героя або зовсім вбиває його. Іноді противники здані стріляти або змінюватися при наближенні гравця, наприклад, раптово випускати шипи. Вороги нейтралізуються або стрибком на них, або зі зброї, якщо герой володіє нею. Смерть живих істот звичайно зображується спрощено або символічно (істота зникає або провалюється в низ екрану).
Рівні часто мають секрети (приховані проходи в стінах, заховані у високих або важкодоступних місцях пауер-апи), які істотно полегшують проходження гри і підігрівають інтерес гравця.
Ігри цього жанру, за деякими винятками, характеризуються нереалістичністю, мальованою мультиплікаційною графікою. Героями таких ігор зазвичай бувають міфічні істоти (наприклад дракони, гобліни) або антропоморфні тварини.
Платформери з'явилися на початку 1980-х і стали тривимірними ближче до кінця 1990-х. Через деякий час після утворення жанру у нього з'явилася дана назва, що відбиває той факт, що в платформерах геймплей сфокусований на стрибках по платформах на противагу стрільбі. Правда, у багатьох платформерах присутня стрілецька зброя, в таких, наприклад, як Blackthorne або Castlevania.

## Історія

### Становлення жанру
Першими платформерами були: Frogs (1978) де були стрибки, але не було платформ і Space Panic (1980) де були платформи, але не було стрибків. В Donkey Kong (1981) вперше з'явився скроллінг. Першим справжнім платформером стала гра Pitfall, але справжня слава прийшла до жанру після виходу Super Mario Bros. 1985 року. З того часу двовимірні платформери продовжують випускати досі на різних ігрових платформах.
Перші плаформери були обмежені статичними ігровими світами, які займали один ігровий екран, а герой зображався в профіль. Персонаж лазив вгору і вниз по сходах або стрибав з платформи на платформу, часто б'ючись з супротивниками і збираючи пауер-апи. Незабаром процес проходження рівня перестав бути в основному вертикальним і змінився на горизонтальний з появою довгих багатоекранних ігрових світів з прокруткою. Вважається, що початок цьому поклала випущена фірмою Activision в 1982 році гра Pitfall! для консолі Atari 2600. Manic Miner (1983) і її продовження Jet Set Willy (1984) були найбільш популярними платформер для тодішніх домашніх комп'ютерів.
У 1985 році фірма Nintendo випустила для приставки Nintendo Entertainment System революційний платформер Super Mario Bros. На відміну від попередника, Mario Bros. (1983), рівень займав декілька екранів. Гра мала великі і складні рівні, і стала прикладом для наступних творців ігор, навіть сьогодні багато людей вважають її однією з найкращих відеоігор. Гра мала фантастичну популярність і продавалася величезними тиражами. Для багатьох людей вона стала першим в їхньому житті платформером, а головний герой, водопровідник Маріо, став символом фірми Nintendo.
1987 вийшла Castlevania, яка мала незвичайний для плаформерів фентезійний антураж і похмуру атмосферу, разом із Metroid вони утворили новий жанр — метроїдванія. 1988 на Apple II була зроблена гра Prince of Persia, яка вирізнялася глибиною ігрового процесу і графікою поряд з численними пастками та оригінальними головоломками.
У 1991 Sega випустила Sonic the Headhog, одну з двох, поряд з Mario, найуспішнішої серії платформерів. Гра ефективно використовувала можливості 16-бітної консолі, завдяки чому була одним з найшвидших платформерів свого часу.

## Піджанри

### Тривимірні платформери
Поява тривимірних платформерів зі зростанням потужності ігрових платформ принесла зміну кінцевих цілей в таких іграх. У більшості двовимірних платформерів гравцеві потрібно було досягти на рівні тільки однієї мети, однак у багатьох тривимірних платформерах, кожен рівень необхідно прочісувати, збираючи фрагменти головоломок, зірки чи предмети для прокачки персонажа. Це дало можливість більш ефективного використання великих тривимірних областей і винагороджувало гравця за ретельне дослідження рівня, але деякі гравці вважають збирання незліченних дрібничок більш нудним заняттям, ніж випробування на пам'ять і реакцію. Гру Donkey Kong 64 (1999) було розкритиковано за те, що гравцеві доводилося часто перемикатися між п'ятьма ігровими героями, щоб отримати банани різних кольорів та інші предмети. Однак, не всі тривимірні платформери були такими, найяскравішим прикладом є Crash Bandicoot (1996). Ця гра залишалося вірною традиції двовимірних платформерів і в ній використовувалися досить плоскі рівні, наприкінці яких розташовувалася ігрова мета. Spyro the Dragon (1998) мала нелінійне проходження і справжнє вільне переміщення в трьох вимірах в рамках рівня.

### Комічна екшн-ігра
Ігри цього жанру в Японії найчастіше називають «комічними екшн-іграми» (CAG). Оригінальна аркада Mario Bros. вважається родоначальником цього жанру, хоча Bubble Bobble також став дуже впливовимю Ці ігри характеризуються одноекранними рівнями без прокручування та часто включають спільну дію двох гравців. Рівень пройдено, коли всі вороги на екрані переможені. Переможені вороги зазвичай скидають бонуси у вигляді фруктів або інших предметів. CAG розробляються майже виключно в Японії та є або аркадними іграми, або продовженням аркадних ігор, хоча вони також є поширеним жанром серед аматорських ігор додзінсі. Інші приклади включають Дон Доко Дон, Snow Bros. і Nightmare in the Dark.

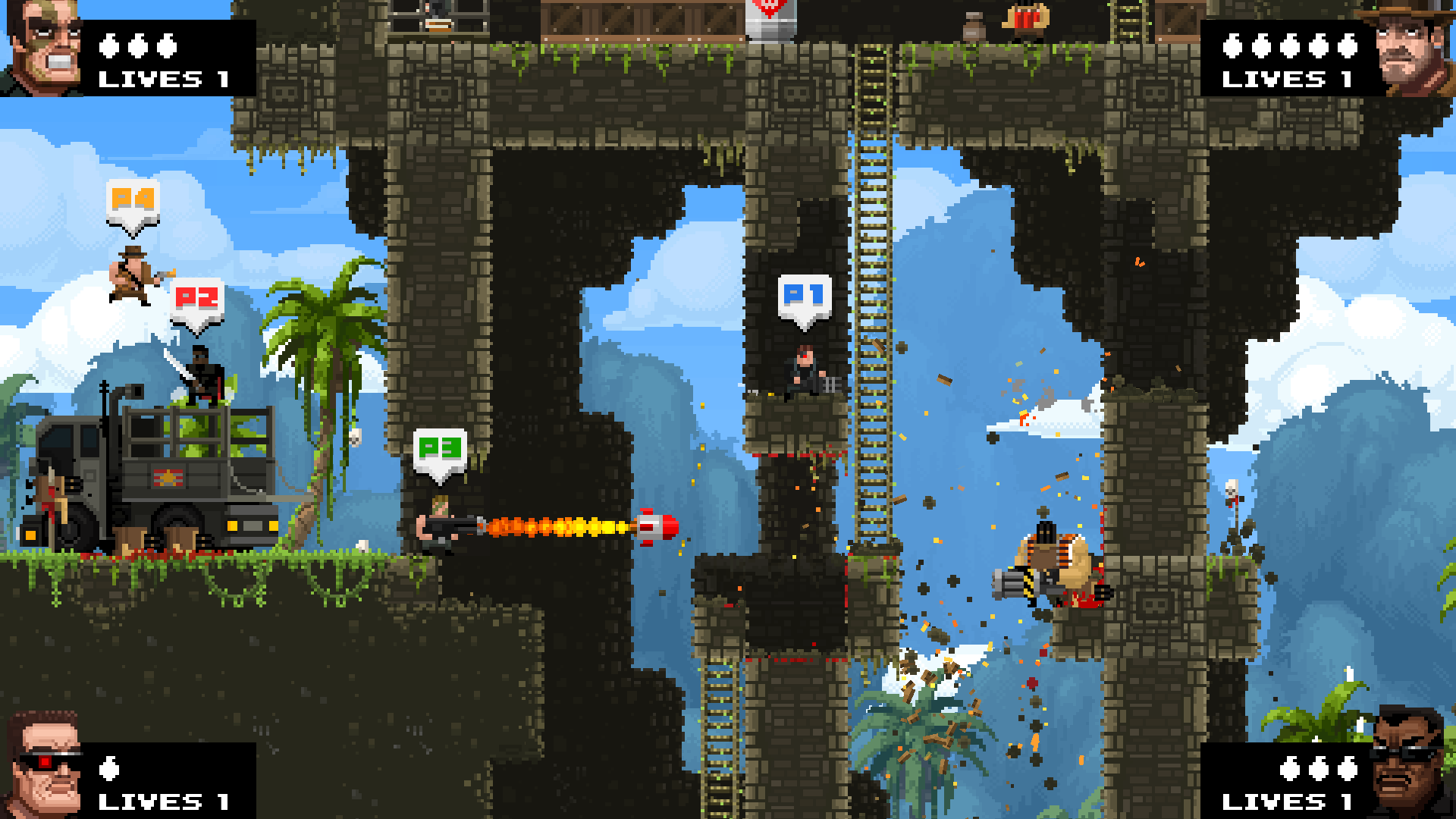
Broforce — це платформер 2015 року. Герой бігає та стріляє, нагадуючи кількох героїв бойовиків

### Нескінченні ранери
Це ігри-платформери, геймплей яких полягає у постійному русі персонажа вперед по теоретично нескінченному світі гри. Управління гри обмежене можливістю стрибка персонажа, атаки, або виконання спеціальних дій. Мета цих ігор — пробігти якомога далі, перш ніж персонаж помре. Нескінченні бігалки зазнали особливого успіху на мобільних платформах. Вони добре підходять для невеликого набору елементів управління, часто обмежується одним натисканням екрану для стрибків.
Temple Run (2011) та його наступник Temple Run 2 стали особливо популярними іграми цього жанру. Остання стала найшвидше поширюваною мобільною грою в світі у січні 2013 року, з 50 млн завантаженнями в межах тринадцяти днів. Інші успішні «нескінченні ранери» включають Subway Surfers, Sonic Dash, Rayman Jungle Run, Stampede Run, Snowden Run 3D і Jetpack Joyride.

## Сучасність
До 2000-х чимало класичних серій перейшли у 3D, що не завжди було схвально зустрінено гравцями. По сьогодні платформери користуються популярністю і випускаються для численних ігрових платформ. З модою на інді-ігри повернулися двовимірні платформери, з'явилися так звані 2.5D плаформери, де персонаж переміщується в одній площині, але сам рівень є тривимірним (Deadlight, Sonic the Headhog 4).

## Найвизначніші ігри
- Donkey Kong
- Super Mario Bros
- Sonic the Hedgehog
- Prince of Persia
- Crash Bandicoot
- Temple Run
- Jetpack Joyride
- Limbo